# Titina Rodrigues
Titina Rodrigues (Mindelo, São Vicente, 27 de novembro de 1947 – Setúbal, 6 de maio de 2022), foi uma cantora cabo-verdiana, condecorada pelo governo de Cabo Verde. 

## Biografia
Albertina Alice dos Santos Rodrigues Oliveira de Almeida, mais conhecida pelo nome artístico de Titina Rodrigues ou simplesmente Titina, nasceu em 1947 no Mindelo, na ilha de São Vicente e faleceu em Setúbal em 2022. 
Aos seis anos o pai leva-a à casa do compositor B.Léza para aprender a ler e a escrever e também para aprender a cantar. Em 1988, homenageia o seu professor ao gravar o disco Titina canta B.léza. 
Estreia-se como cantora no cinema Eden Park com apenas 12 anos, onde cantou mornas e um tema da cantora brasileira Angela Maria.  Grava o seu primeiro tema Estanhadinha do compositor Frank Cavaquinho, para o disco Mornas de Cabo Verde, com apenas 15 anos. 
Fez parte do Conjunto de Cabo Verde com o qual percorre Portugal e grava três discos. Após regressar a Cabo Verde, casa-se com um português e retorna a Portugal onde fica a morar, onde participa em vários concertos e em programas da RTP. 
Ao longo da sua carreira colaborou com vários artistas, compositores, produtores e encenadores, entre eles: Cesária Évora, Djosinha, Frank Cavaquinho, Marino Silva, Paulinho Vieira, Carlos Avilez, Maria do Céu Guerra, entre outros. 

## Prémios e Reconhecimento
O governo de Cabo Verde condecorou-a em 2006, como forma de reconhecimento pelo seu contributo para a cultura do país. 
Em 2018, foi homenageada pela Sociedade Cabo-Verdiana de Autores (SOCA). 
A Rádio do Vaticano dedicou-lhe, em 2021, a emissão do programa África em Clave Feminina: música e arte. 

## Discografia Seleccionada
Entre a sua discografia encontram-se: 
- 1960 - Mornas de Cabo Verde, com Djosinha

- 1988 - Titina canta B.Léza, disco a solo reeditado em 1993 [6][16]

- 1999 - Música de intervenção Cabo Verdiana, compilação que reuniu artistas como Celina Pereira, Nancy Vieira, Ildo Lobo, entre outros [17]
- 1992 - Miss Perfumado, de Cesária Évora [18]
- 2001 - Lisboa nos cantares caboverdianos, compilação que reuniu artistas como Bana, Maria Alice, Tito Paris, entre outros [19]
- 2007 - Cruel Destino, disco a solo [20]

## Ligações Externas
- RTC | Programa Código de Vida: Titina Rodrigues entrevistada por Orlando Lima (2011)
- SM CVMusic | Titina canta a morna Sodade Di Bó de Lela Di Manhinha
- Canal Youtube | Titina